# Ustavni sud
Ustavni sud je posebno državno tijelo čija je glavna zadaća nadzor nad ustavnošću zakona te zaštita ljudskih prava i sloboda građana zajamčenih ustavom.
Ustavni sud u većini zemalja djeluje kao nezavisno tijelo, nezavisno od parlamenta, vlade i sudbene vlasti. Prema nekim pravnim teoretičarima, ustavni sudovi izdvojeni su iz trodiobe državne vlasti na zakonodavnu, izvršnu i sudbenu, pa se čak sugerira da se radi o četvrtoj, nadzornoj vlasti koja nadzire sve druge vlasti i nije podožna zakonima, jer se i sama bavi njima, već samo ustavu i ustavnim zakonima.

## Povijest
Institucija ustavnog suda prvi put je ustanovljena Ustavom Republike Austrije 1920. godine, a potom se najprije proširio u europskim zemljama, a potom i u drugim dijelovima svijeta (zbog toga se i u teoriji ustavnosudski nadzor nad ustavnošću zakona naziva "europskim sustavom/modelom", za razliku od tzv. "američkog modela" po kojem nadzor vrše federalni sudovi na čelu s Vrhovnim sudom).

## Djelokrug
Ustavni sudovi ispituju ustavnost zakona neovisno o konkretnom pravnom predmetnu ili sporu, i tako donose odluke koje djeluju prema svima (nisu ograničene na konkretan slučaj). To znači da se zakon, odnosno njegove odredbe, za koje ustavni sud zaključi da su protuustavne, poništavaju ili ukidaju. Uz nadzor ustavnosti zakona, ustavnim sudovima se redovito povjerava i nadzor nad ustavnošću i zakonitošću podzakonskih propisa.
Ustavni sudovi, u pravilu, odlučuju o pravima i obvezama najviših tijela državne vlasti (rješavaju sukob nadležnosti). U federalnim državama povjerava im se rješavanje sporova među federalnim jedinicama, te između federalnih jedinica i federalnih tijela. Osim toga, ustavni sudovi obično nadziru zakonitost provedenih izbora i referenduma. 
Ustavni sudovi vode postupke u slučaju povrede ustava visokih državnih dužnosnika (prije svega predsjednika republike) te utvrđuju njihovu eventualnu odgovornost.
U pogledu zaštite sloboda i prava građana zajamčenih ustavom, ustavni sudovi odlučuju o pojedinačnim zahtjevima građana (najčešće u obliku ustavne tužbe ili žalbe) pružajući ustavnosudsku zaštitu pojedincima čija su ustavna prava povrijeđena aktima sudbene, upravne i druge javne vlasti.
Neki su ustavni sudovi ovlašteni i za tumačenje ustava, pa i zakona, donoseći interpretativne odluke (najčešće na zahtjev najviših državnih tijela ili dužnosnika).

## Raširenost institucije ustavnog suda u svijetu
Nakon Austrije, kao prve zemlje u kojem je uvedena posebna institucija ustavnog suda, i druge zemlje su u svoj pravni sustav uvele tu posebnu instituciju:
- Albanija
- Armenija
- Azerbajdžan
- Bjelorusija
- Belgija
- Bolivija
- Bosna i Hercegovina
- Bugarska
- Srednjoafrička Republika
- Crna Gora
- Čile
- Kolumbija
- Hrvatska (vidi također i: Ustavni sud Republike Hrvatske)
- Češka
- Egipat
- Francuska
- Gruzija
- Njemačka,
- Gvatemala
- Mađarska
- Italija
- Kazahstan
- Kirgistan
- Latvija
- Litva
- Makedonija
- Madagaskar
- Moldova
- Mongolija
- Peru
- Poljska
- Portugal
- Rumunjska
- Rusija
- Srbija
- Slovačka
- Slovenija
- Južnoafrička Republika
- Južna Koreja
- Španjolska
- Tadžikistan
- Tajland
- Turska
- Turkmenistan
- Uganda
- Ukrajina
- Uzbekistan

To su uglavnom zemlje kontinentalnog pravnog kruga, za razliku od zemalja anglosaksonskog prava (SAD, Velika Britanija i sl.) koje funkciju nadzora nad ustavnošću zakona povjeravaju redovnim sudovima (prije svega Vrhovnom sudu). 
Na kraju valja napomenuti, da ustavni sudovi nisu najviša sudska instancija u nekoj zemlji. To su u pravilu vrhovni sudovi, jer ustavni sud ne pripada sudbenoj vlasti.